# Spittal an der Drau (distrikt)
Spittal an der Drau är ett distrikt i Kärnten i Österrike och består av följande kommuner:

Kommunerna i distriktet Spittal an der Drau

- Bad Kleinkirchheim
- Baldramsdorf
- Berg im Drautal
- Dellach im Drautal
- Flattach
- Gmünd in Kärnten
- Greifenburg
- Großkirchheim
- Heiligenblut am Großglockner
- Irschen
- Kleblach-Lind
- Krems in Kärnten
- Lendorf
- Lurnfeld
- Mallnitz
- Malta
- Millstatt am See
- Mühldorf
- Mörtschach
- Oberdrauburg
- Obervellach
- Radenthein
- Rangersdorf
- Reisseck
- Rennweg am Katschberg
- Sachsenburg
- Seeboden am Millstätter See
- Spittal an der Drau
- Stall
- Steinfeld
- Trebesing
- Weissensee
- Winklern